# Günther XXI. (Schwarzburg-Blankenburg)

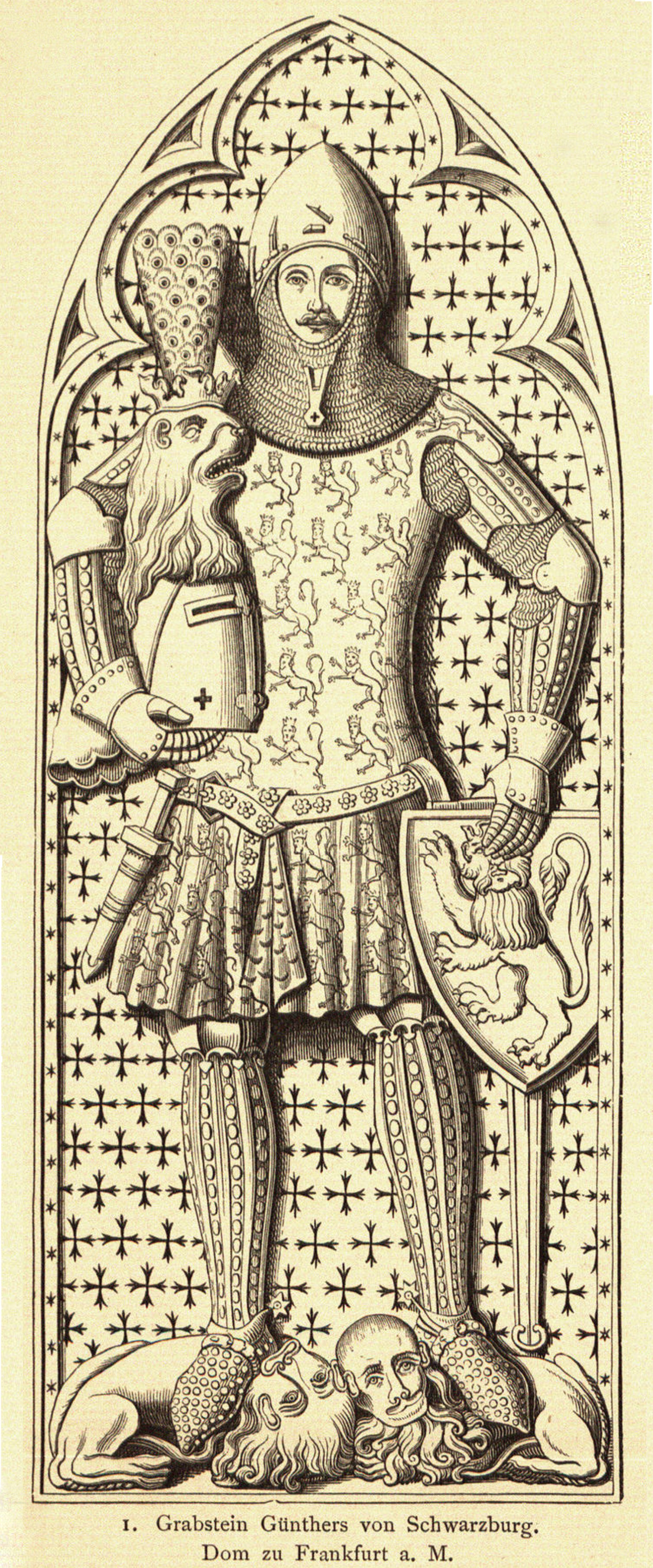
Grabstein, Nachzeichnung

Günther XXI., Graf von Schwarzburg-Blankenburg (* 1304 auf der Blankenburg bei Blankenburg; † 14. Juni 1349 in Frankfurt am Main) war ein deutscher Adliger, der sich im Jahr 1349 gegen König Karl IV. aus dem Haus Luxemburg als Gegenkönig aufstellen ließ.

## Leben
Günther von Schwarzburg-Blankenburg war der Sohn des Grafen Heinrich VII. von Schwarzburg-Blankenburg und der Christine von Gleichen; er war mindestens seit dem 9. September 1331 mit Elisabeth von Hohnstein verheiratet, Tochter des Grafen Heinrich IV., die ihn gut 30 Jahre überlebte, und um den 4. April 1380 starb. Er und Elisabeth hatten fünf Kinder: einen Sohn, Heinrich XIII., sein (kinderloser) Nachfolger, sowie vier Töchter, Sophia (⚭ Friedrich II. von Orlamünde), Elisabeth, Agnes und Mechtild, die alle im sozialen und räumlichen Umfeld des Grafen verheiratet wurden.
Günther von Schwarzburg stand als Diplomat im Dienst des Kaisers Ludwig IV. aus dem Haus Wittelsbach und ließ sich als solcher zwei Jahre nach dem Tod des Kaisers am 11. Oktober 1347 und nach einer Reihe vergeblicher Versuche der wittelsbachischen Partei, einen Nachfolger aus den eigenen Reihen gegen den bereits am 11. Juli 1346 – damals noch als Gegenkönig – gewählten Luxemburger Karl IV. zu bestimmen, dazu überreden, das Amt selbst anzustreben. Am 30. Januar 1349 wurde er im Dominikanerkloster zu Frankfurt am Main von der Wittelsbacher Partei und deren Anhängern gewählt; der Markgraf von Brandenburg, Kaiser Ludwigs Sohn Ludwig V., sowie der Herzog von Sachsen-Lauenburg, der Pfalzgraf bei Rhein und der abgesetzte Erzbischof von Mainz, Heinrich von Virneburg, waren Wahlberechtigte genug, um die Wahl durchzuführen.
Günther begründete seine Legitimität wesentlich damit, dass er – anders als der in Rhens gewählte Karl – „am rechten Ort“ gewählt worden war, nämlich „zu Frankenfort in dem Velde, da Romische kunge zu rechte...gewelt sind“. Zudem wurde Karl nicht am rechten Ort gekrönt (nicht in Aachen, sondern in Bonn). Die Stadt hatte jedoch Karl IV. nach Ludwigs Tod anerkannt und ließ Günther eine Woche lang auf dem Feld vor der Stadt warten. Erst am 6. Februar zog er feierlich in die Stadt ein, wo er nach alter Tradition in sein Amt eingeführt wurde, die Privilegien der Stadt bestätigte und im Gegenzug auf dem Römerberg die Huldigung der Bürger empfing.
Karl IV. gelang es rasch, die Anhängerschaft des Gegenkönigs auf seine Seite zu ziehen, und schließlich Günthers Armee bei Eltville am Rhein in die Flucht zu schlagen. Günther verzichtete am 26. Mai 1349 im Vertrag von Eltville gegen eine Entschädigung und eine Amnestie für seine Anhänger auf alle Ansprüche. Den Ertrag seines Verzichts konnte er aber nicht mehr genießen, da er schon kurze Zeit später verstarb.
Günther wurde auf Veranlassung Karls IV. im Frankfurter Dom beigesetzt. Nach ihm sind die Schwarzburgstraße und die Schwarzburgschule sowie die Güntherstraße in Frankfurt benannt.
1777 wurde in Mannheim Ignaz Holzbauers Oper Günther von Schwarzburg mit großem Erfolg uraufgeführt. Nach langer Vergessenheit wurde die Oper im späten 20. Jahrhundert mehrmals im Konzert und für die Schallplatte wiederaufgeführt.

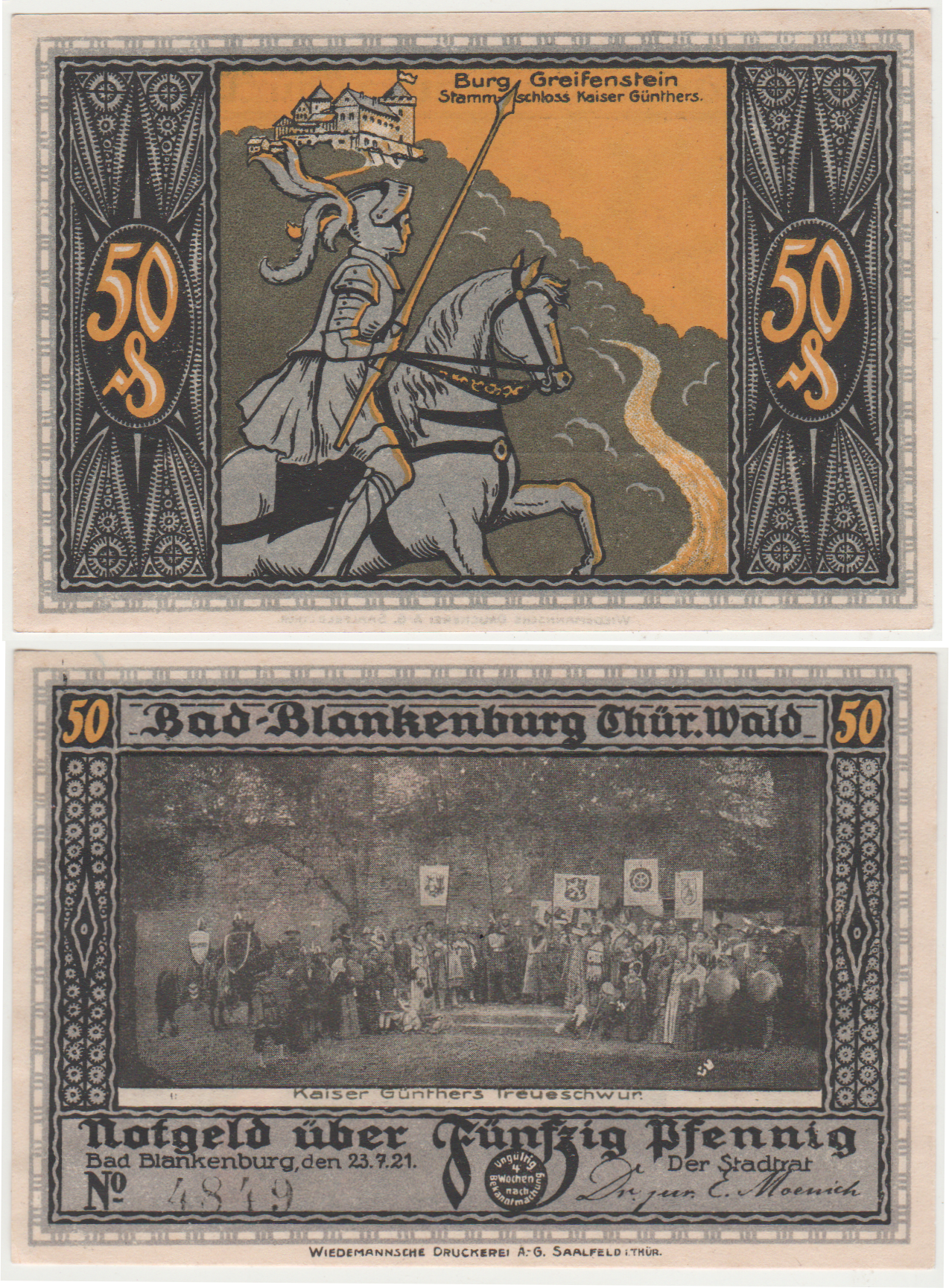
Günther XXI. auf Notgeldscheinen aus Bad Blankenburg von 1921
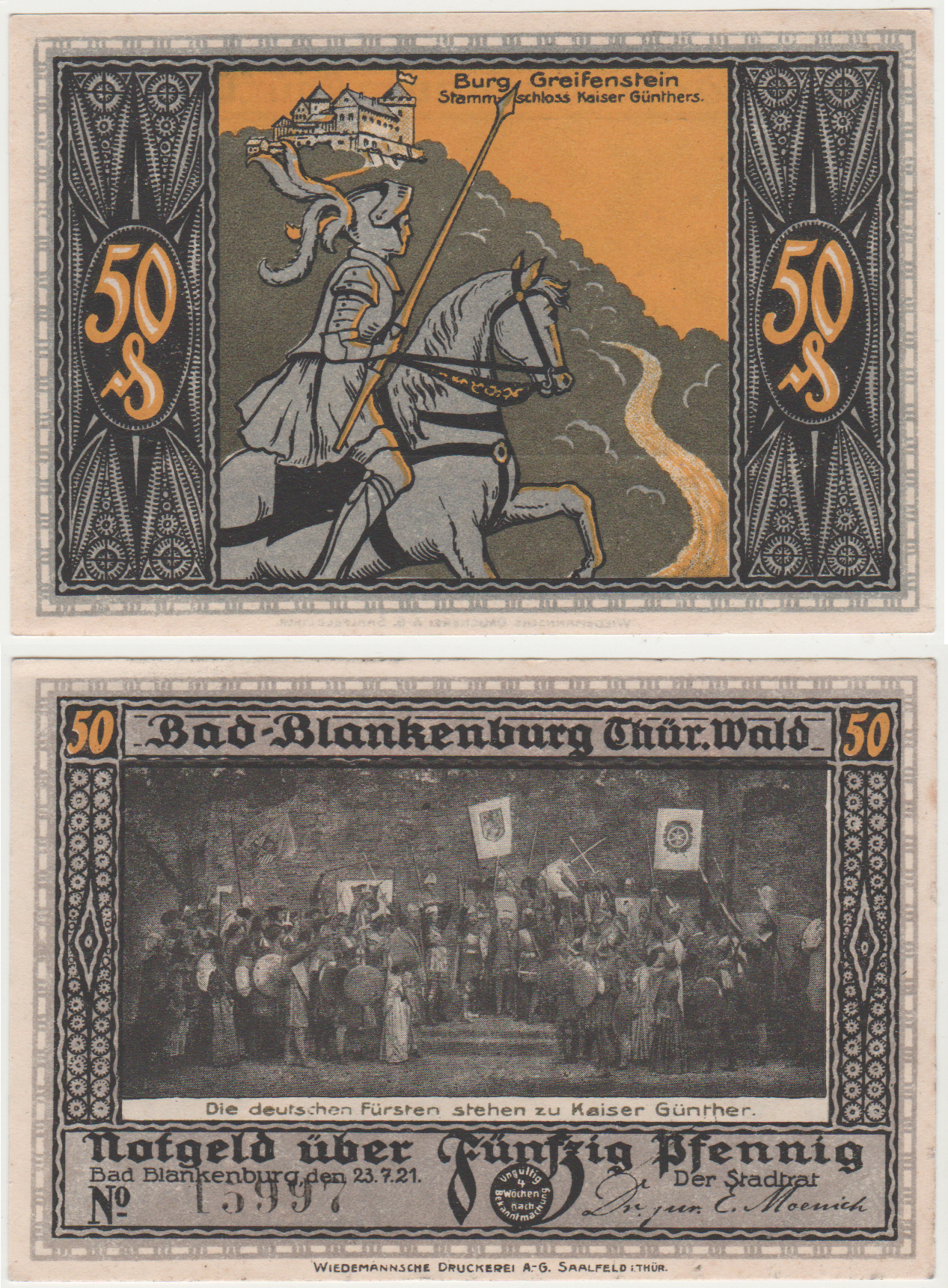
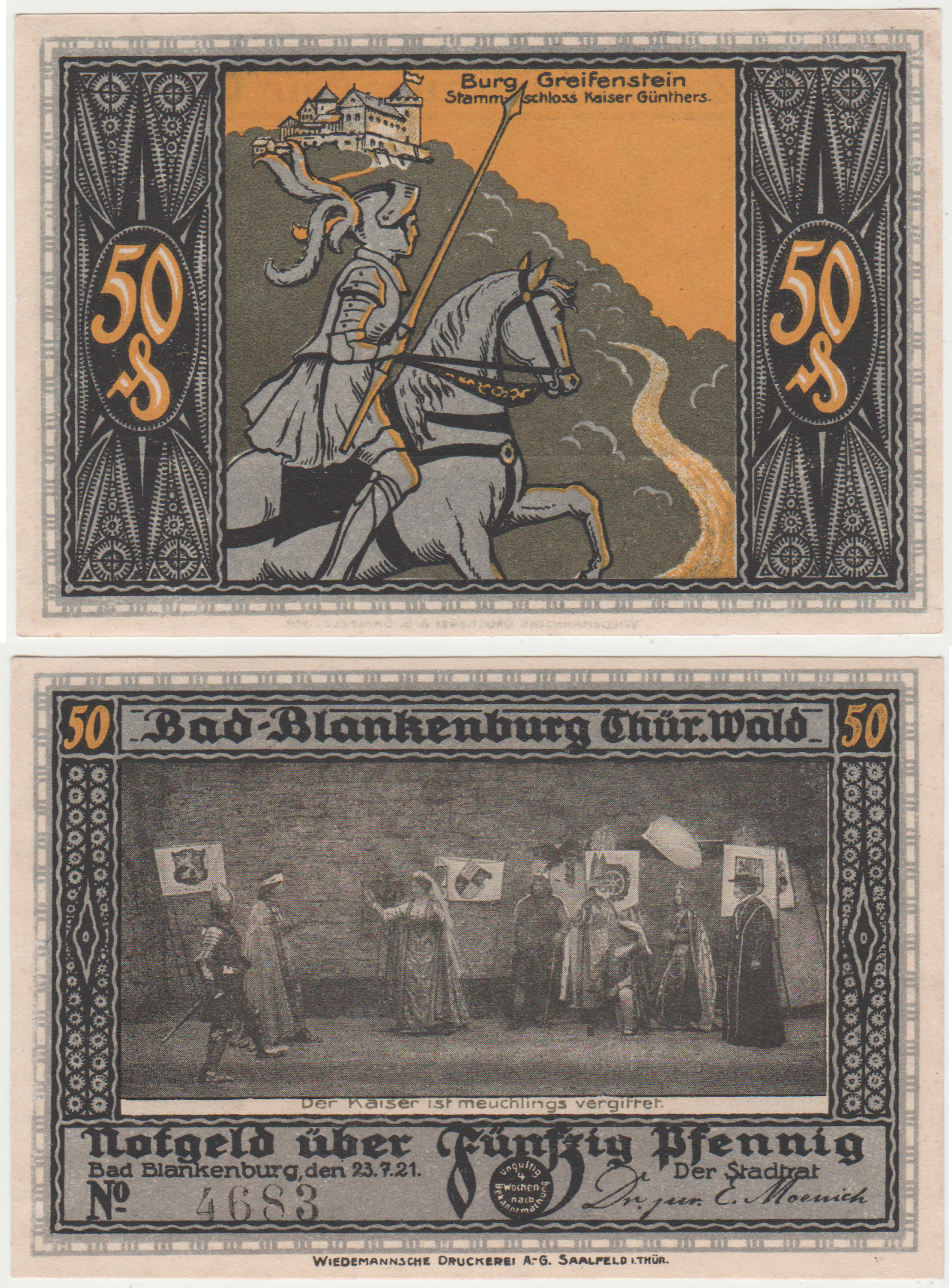
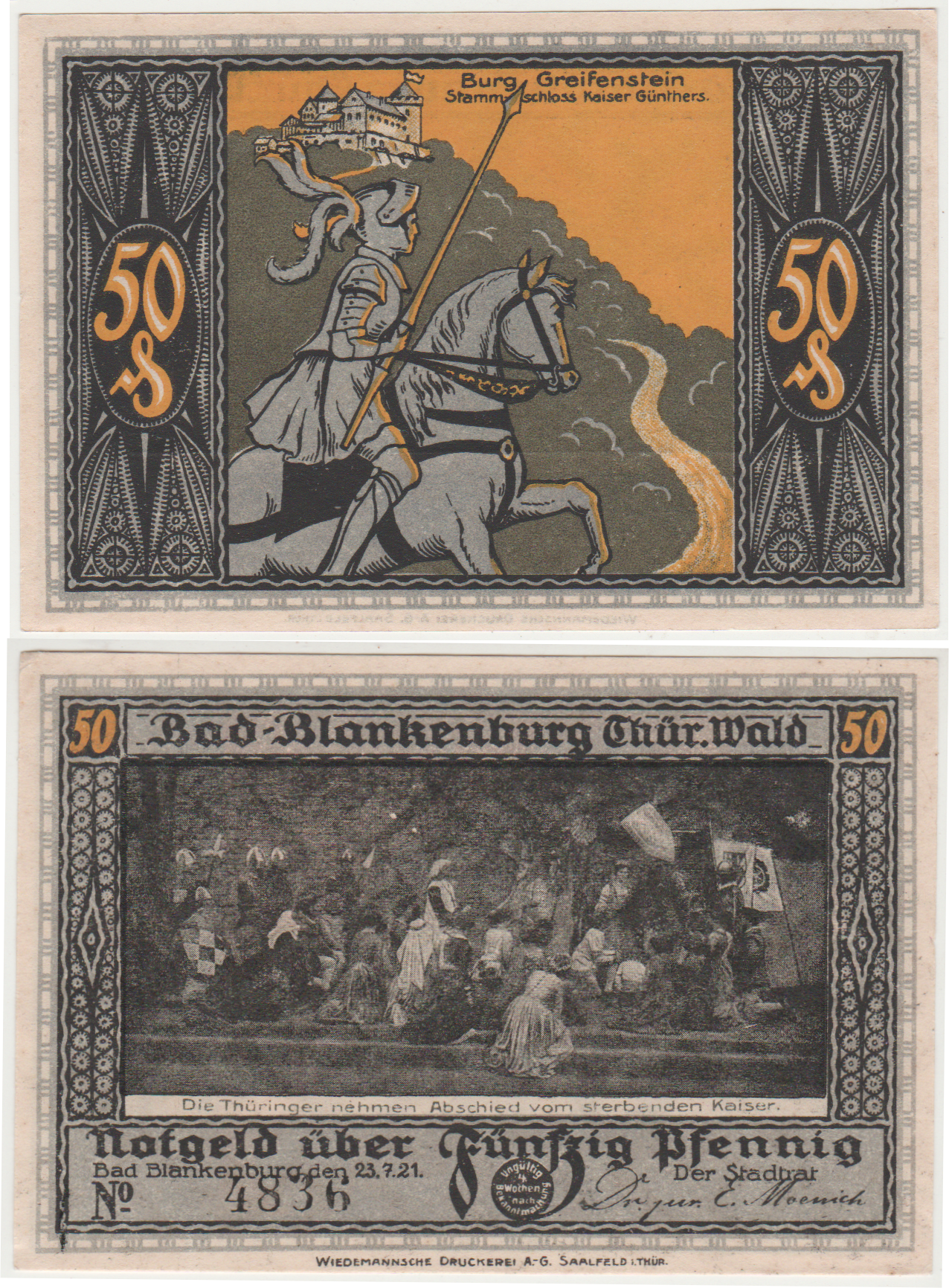